# 揚げパン
揚げパン（あげパン）とは、コッペパンなどを食用油で揚げ、砂糖やきな粉などで甘い味を付けたパンである。

## 概要
日本では通常、コッペパンを油で揚げたものに砂糖などで味付けした菓子パンを指す。味付けには砂糖以外にも、きな粉、シナモンや粉茶・抹茶、ココアパウダーなどのバリエーションがある。

## 歴史
日本の揚げパンは、1952年（昭和27年）ごろに、東京都内の大田区立嶺町小学校で給食を担当していた調理師の篠原常吉が、風邪で休んだ児童に栄養をつけてもらうため、パンを持っていかせる際に保存が効き、かつ作ってから時間が経過して硬くなったパンをおいしく食べてもらおうと、油で揚げ砂糖をまぶすことを考案したものが始まりだとされている。この歴史は、2004年（平成16年）ごろに区民から寄せられた問い合わせを受けて区立学校の栄養士が調べて明らかとなった。大田区立六郷小学校の学校日誌で、1954年（昭和29年）6月10日に「砂糖付フライぱん」が出されたと記されており、関係者の聞き取りを総合して、篠原がその2年ほど前に嶺町小学校でつくったと判明した。
2020年7月にLINEがインターネット上で15歳から59歳の男女5252人に行った「小中学校時代に好きだった給食のメニュー」の調査では、揚げパンが1位であった。

## 海外の揚げパン
日本ではパン生地を直接揚げて調理した揚げパンもパンの一種とされるが、同様の製法で作られた英語圏の fried dough（フライドドウ）、スペイン語圏の churro（チュロス）などは、これらの地域ではパン (bread, pan) ではなくドーナツに近い菓子の仲間として扱われている。ただしドーナツのうち、パン生地を用いているイーストドーナツについては揚げパンの一種と言える。
中国の山東省など、華北では火焼（フオシャオ）の名で、平たい揚げ饅頭が朝食などによく食べられている。豚のミンチ肉を入れたものやニラなどの野菜を入れたものがあり、ウイグル料理ではホーシャンとしてさらに蒸した料理に変化している。中国語圏の油条（ヨウティアオ）は、甘い味を付けないので日本の揚げパンとは大分異なるが、日本で紹介される際には「中華揚げパン」などの名称が使われる。火焼も油条も中国語でパン（面包）とは呼ばれず、地元では揚げパンとは別の範疇の食品と考えられている。
東南アジアやアラビア半島で食される、鶏ひき肉をパイ生地で包んで焼いたムルタバは、揚げパンの一種と見なされることがある。

### ギャラリー

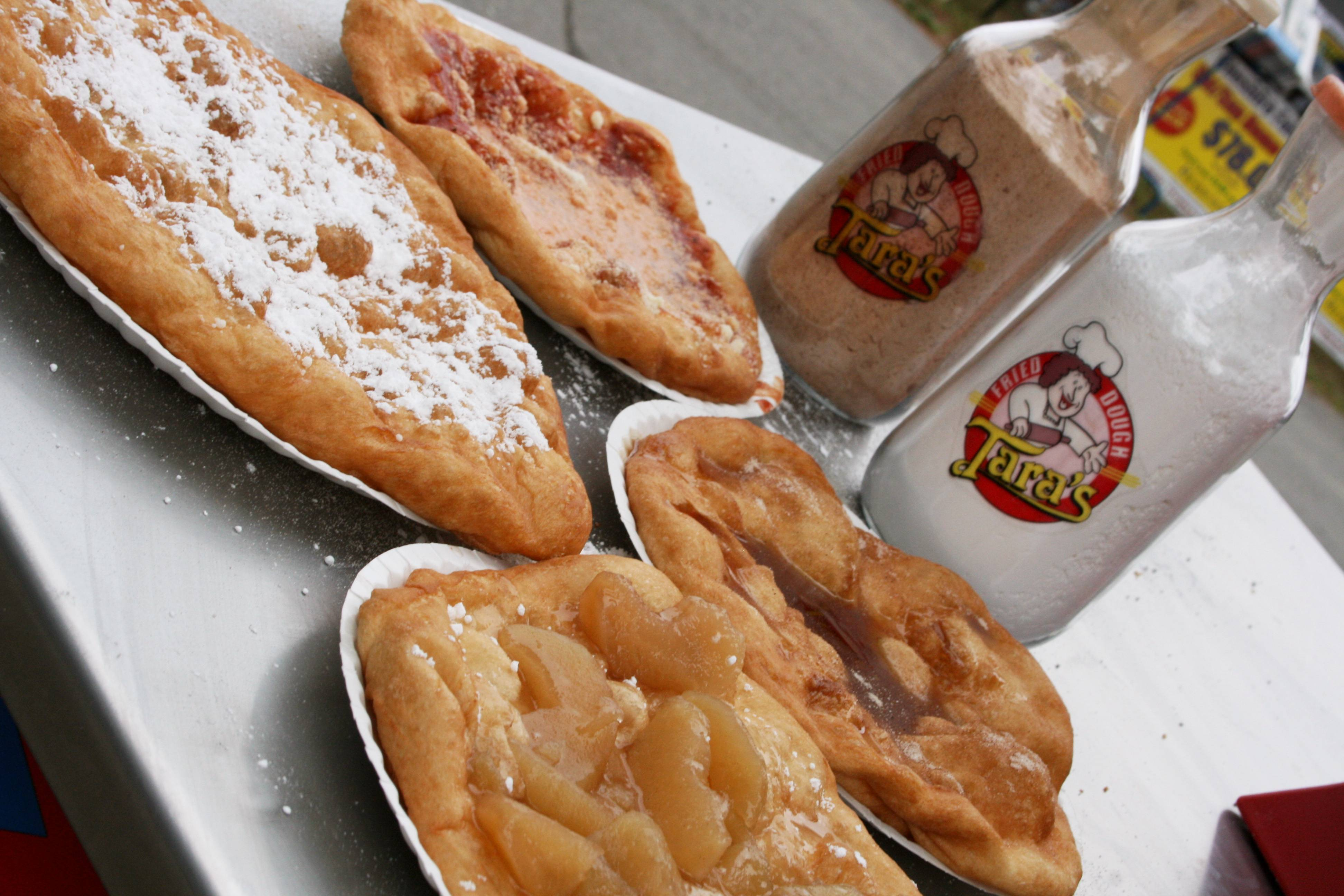
アメリカ合衆国の揚げパン (fried dough)。祭りの屋台で販売される。
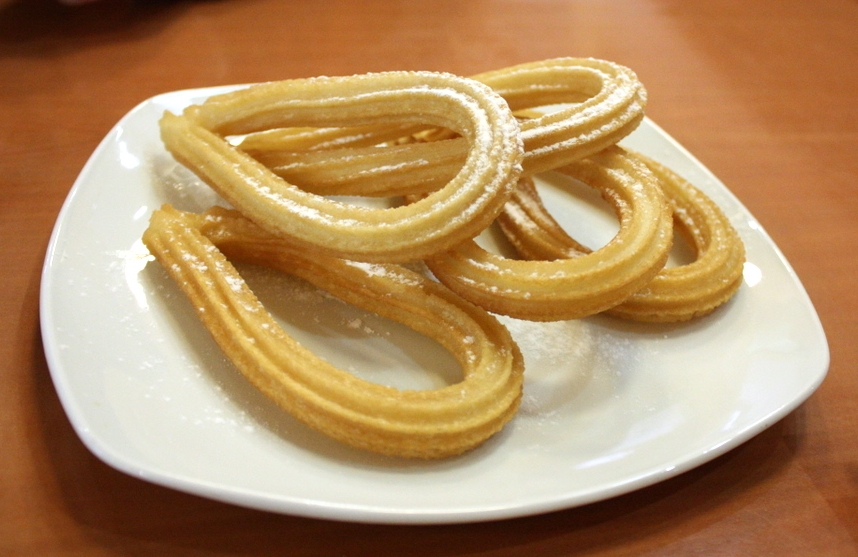
スペインやラテンアメリカで食べられるチュロス
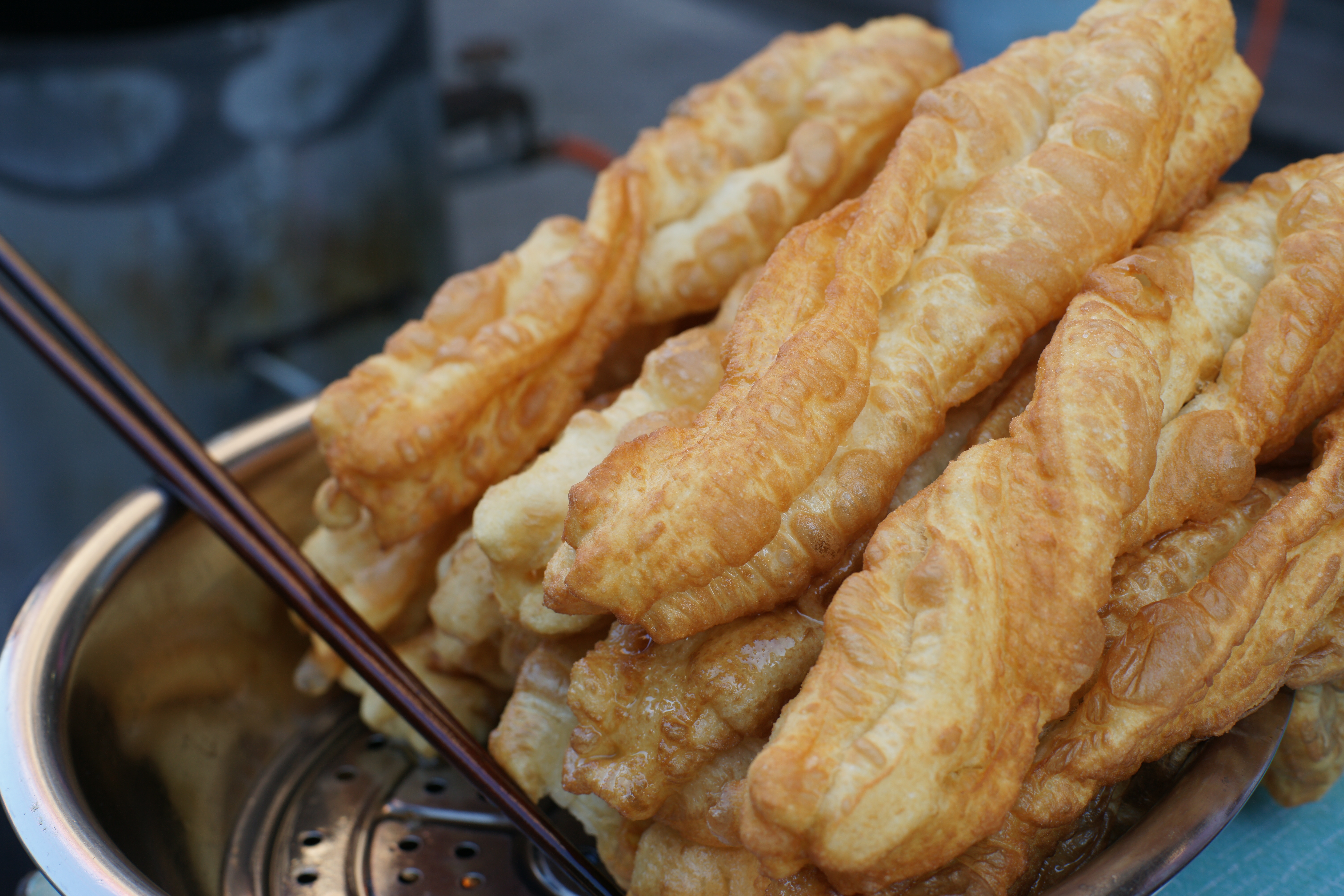
中国語圏で食べられる油条（中華揚げパン）
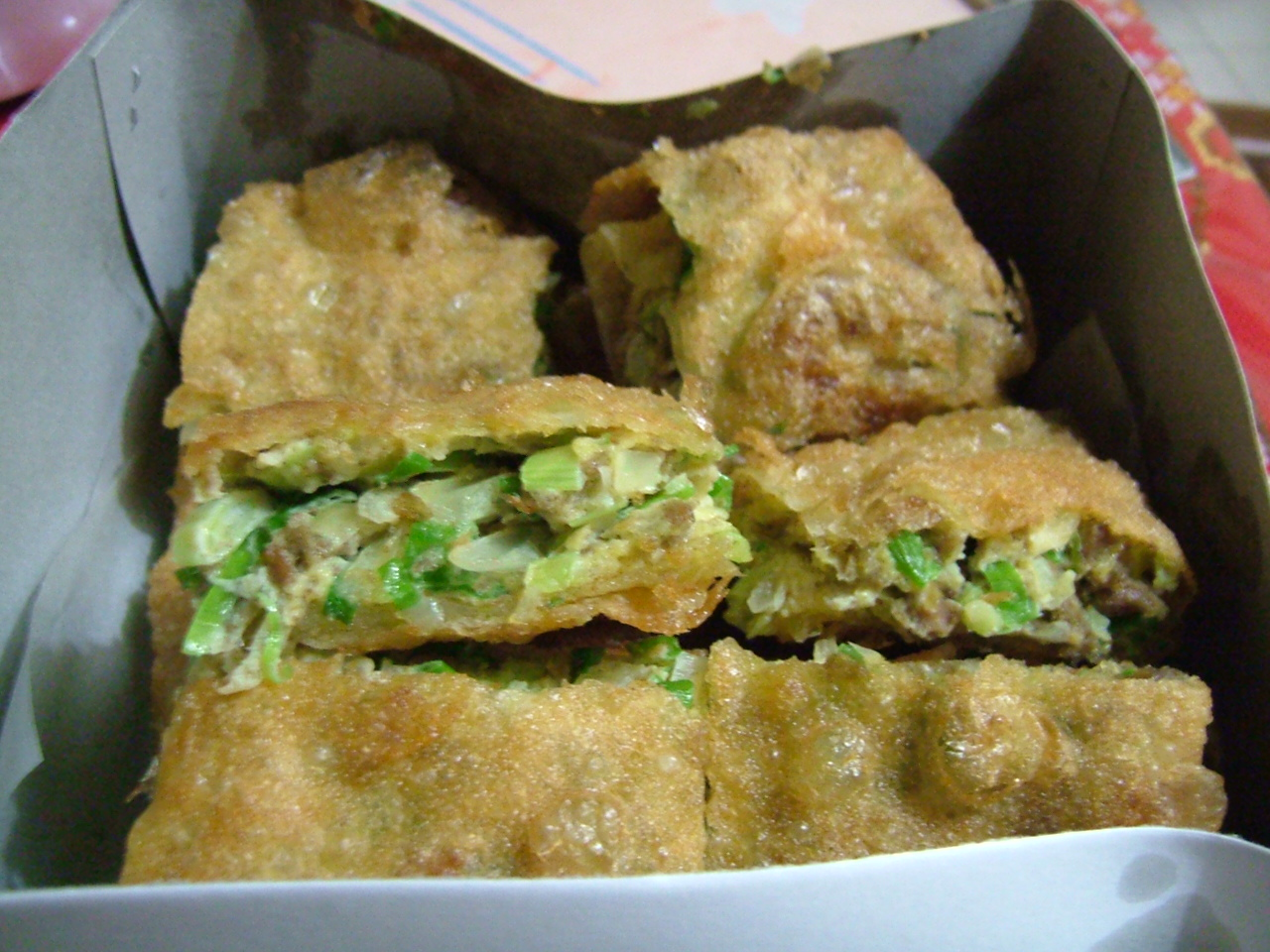
東南アジアやアラビア半島で食されるムルタバ